# Васкани (Јаши)
Васкани (рум. Vascani) насеље је у Румунији у округу Јаши у општини Руђиноаса. Oпштина се налази на надморској висини од 298 m.

## Становништво
Према подацима из 2002. године у насељу је живело 528 становника, од којих су сви румунске националности.